# La Creu de Barberà
La Creu de Barberà és un dels barris de Sabadell, adscrit al districte 6. Està delimitat pels barris sabadellencs d'Espronceda, Campoamor, Gràcia, les Termes i el terme de Barberà. Rep el nom de la creu de Barberà, que senyalava el límit meridional de la ciutat. El barri va pertànyer al municipi de Barberà del Vallès fins al 1957, en què va ser agregat a Sabadell, tot i que el sector més meridional del nucli, dels anys 40, va continuar pertanyent a Barberà. Tanmateix l'agregació a Sabadell no fou definitiva fins dos anys més tard, mitjans de 1959, degut als recursos interposats per l'Ajuntament de Barberà. Sembla que la primera casa de la Creu –cal Pauet– la va construir Pau Santfeliu el 1880, prop de les Termes, en una vinya que tenia a tocar de la carretera de Montcada a Terrassa; actual carretera de Barcelona (N-150), via important del barri i que parteix el nucli en dues meitats.
Als anys 30 del segle XX tenia uns 700 habitants. Fou durant el segon terç d'aquest segle en el qual experimentà un gran creixement demogràfic motivat per les migracions. L'any 1957 comptava ja amb 10.675 habitants i l'any 1984 hi vivien uns 16.868 veïns.